# Quercus incana
Quercus incana es una especie del género Quercus dentro de la familia de las Fagaceae. Está clasificada en la Sección Lobatae; del roble rojo de América del Norte, Centroamérica y el norte de América del Sur que tienen los estilos largos, las bellotas maduran en 18 meses y tienen un sabor muy amargo. Las hojas suelen tener lóbulos con las puntas afiladas, con cerdas o con púas en el lóbulo.

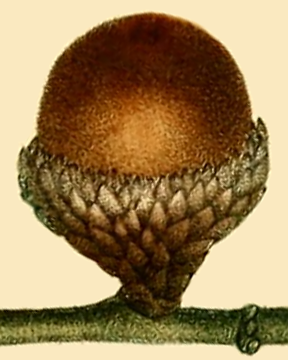
Ilustración de la bellota

## Distribución y hábitat
Es nativa de las planicies costeras del Golfo de México y del Océano Atlántico en los Estados Unidos, desde Virginia alrededor de Florida hasta Texas, y en el interior de Oklahoma y Arkansas.

## Descripción
Este roble es un árbol que alcanza un tamaño de hasta unos 10 metros de altura, con una altura máxima de unos 15 metros. El "bluejack campeón nacional" era una muestra de Texas, que alcanzó los 15,5 metros de altura y 2,1 metros de circunferencia, y tenía una corona de 17 metros. El tronco es corto y las ramas torcidas forman una copa irregular abierta. La corteza es de color marrón oscuro en forma de placas o negra. Las hojas son generalmente ovaladas y de hasta 10 centímetros de largo por 3,5 de ancho. Son de color verde brillante en la parte superior y de pelo lanoso debajo. La bellota es de hasta 1,7 centímetros de largo por 1,6 de ancho, sin contar la tapa. El roble se reproduce por semillas y por el rebrote de la raíz cuando se retiran las partes superiores. Puede formar matorrales mediante la difusión de los corredores subterráneos.

## Hábitat
Este roble crece a menudo en ecosistemas de pino de hoja larga (Pinus palustris), donde comparte el sotobosque con Quercus laevis y Aristida stricta. En el matorral grande de Texas, codomina con Quercus stellata y una serie de pinos. El roble se puede encontrar en suelos arenosos. Crece en la pendiente descendente de crestas de las colinas donde los suelos son más finos y menos secos que la parte superior de las crestas. Se adapta muy bien a los incendios forestales y crece en el hábitat donde el fuego es común y a menudo se requiere, tales como ecosistemas de pino de hoja larga. El roble no tolera la sombra densa y requiere del fuego para eliminar los robles más robustos y altos que de otro modo auto compiten con ella.

## Usos
La madera de este roble es dura y fuerte, pero los árboles son generalmente demasiado pequeños para ser buenos para ningún uso, salvo el combustible o postes. Las bellotas sirven de alimento a muchas especies de animales, incluyendo la ardilla zorra de Sherman, que vive en las comunidades de pino de hoja larga.

## Taxonomía
Quercus incana fue descrita por William Bartram y publicado en Travels Through North and South Carolina 378, 403. 1791.
Etimología
Quercus: nombre genérico del latín que designaba igualmente al roble y a la encina.
incana: epíteto latíno que significa "de color gris"
Sinonimia
- Dryopsila cinerea (Michx.) Raf.
- Dryopsila oligodes Raf.
- Dryopsila verrucosa Raf.
- Quercus brevifolia Sarg.
- Quercus cinerea Michx.
- Quercus cinerea Raf.
- Quercus cinerea var. dentatolobata A.DC.
- Quercus cinerea f. dentatolobata (A.DC.) Trel.
- Quercus cinerea var. humilis (Pursh) A.DC.
- Quercus heterophylla Raf.
- Quercus humilis Walter
- Quercus ilexoides Raf.
- Quercus oligodes Raf.
- Quercus phellos var. brevifolia Lam.
- Quercus phellos var. humilis Pursh
- Quercus phellos var. latifolia Marshall
- Quercus verrucosa Raf.[5][6]